# Lingua arumena
L'arumeno, detto anche aromeno, aromuno o macedorumeno è una lingua neolatina parlata da circa 300 000 persone nei Balcani meridionali. È una delle quattro lingue appartenenti al gruppo rumeno, ed è parlata in zone del nord della Grecia, nel sud-est dell'Albania, della Macedonia del Nord, della Bulgaria e della Serbia.
La lingua arumena è una delle lingue romanze orientali e viene riconosciuta ufficialmente solo in Macedonia del Nord.
Alcune organizzazioni arumene dichiarano che vi sono circa due milioni di persone che parlano l'arumeno nel mondo.
Nel 1997 è stato fatto un simposio in Macedonia del Nord allo scopo di creare una standardizzazione del sistema di scrittura dell'arumeno e quindi dell'alfabeto arumeno, basato sull'uso dell'alfabeto latino arricchito di caratteri specifici della lingua.
Solo in Grecia viene usato l'alfabeto greco.
In Albania, l'arumeno viene solamente parlato e non scritto.

## Grammatica e sintassi

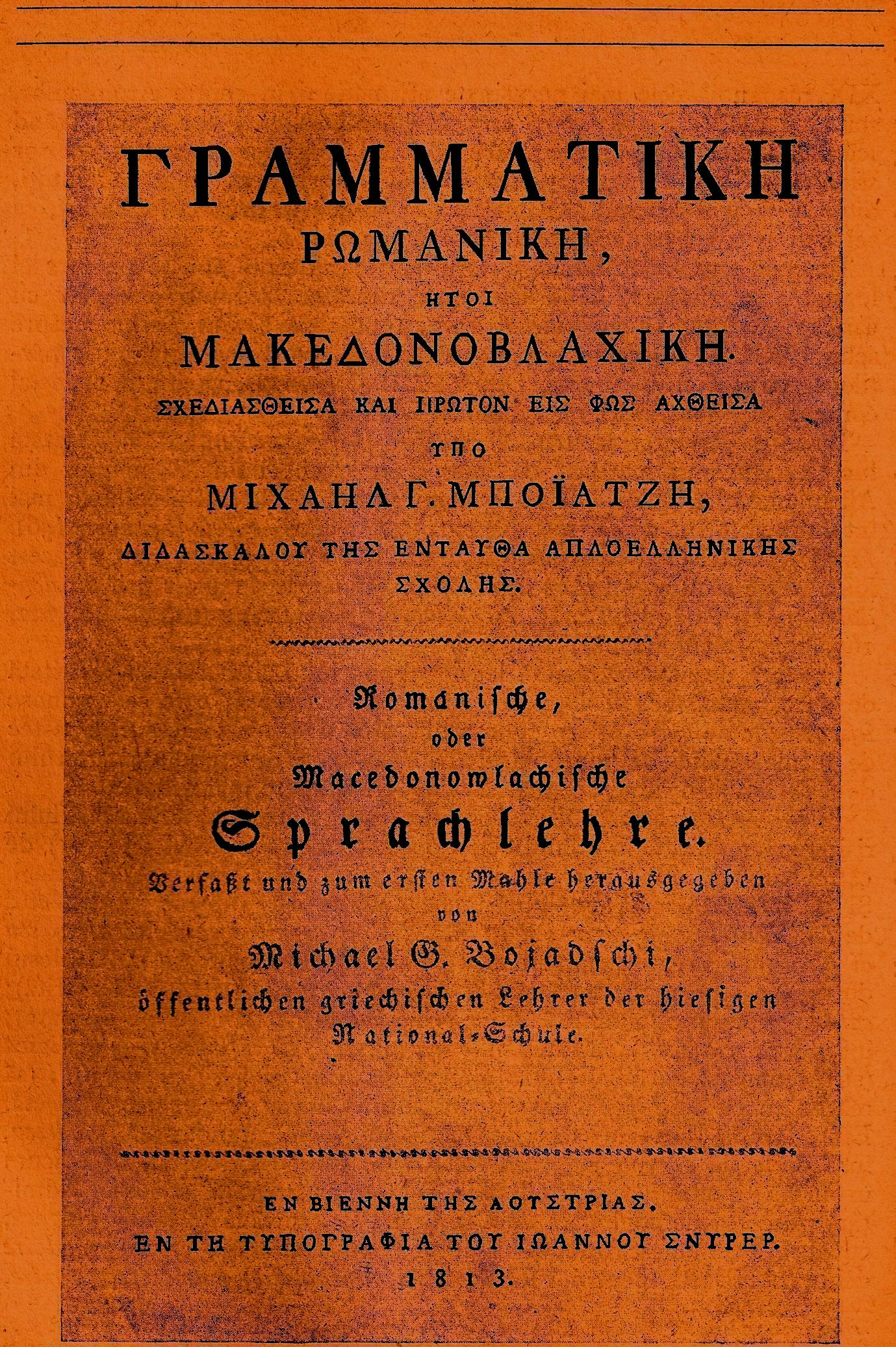
Grammatica Macedono-Arumena 1813

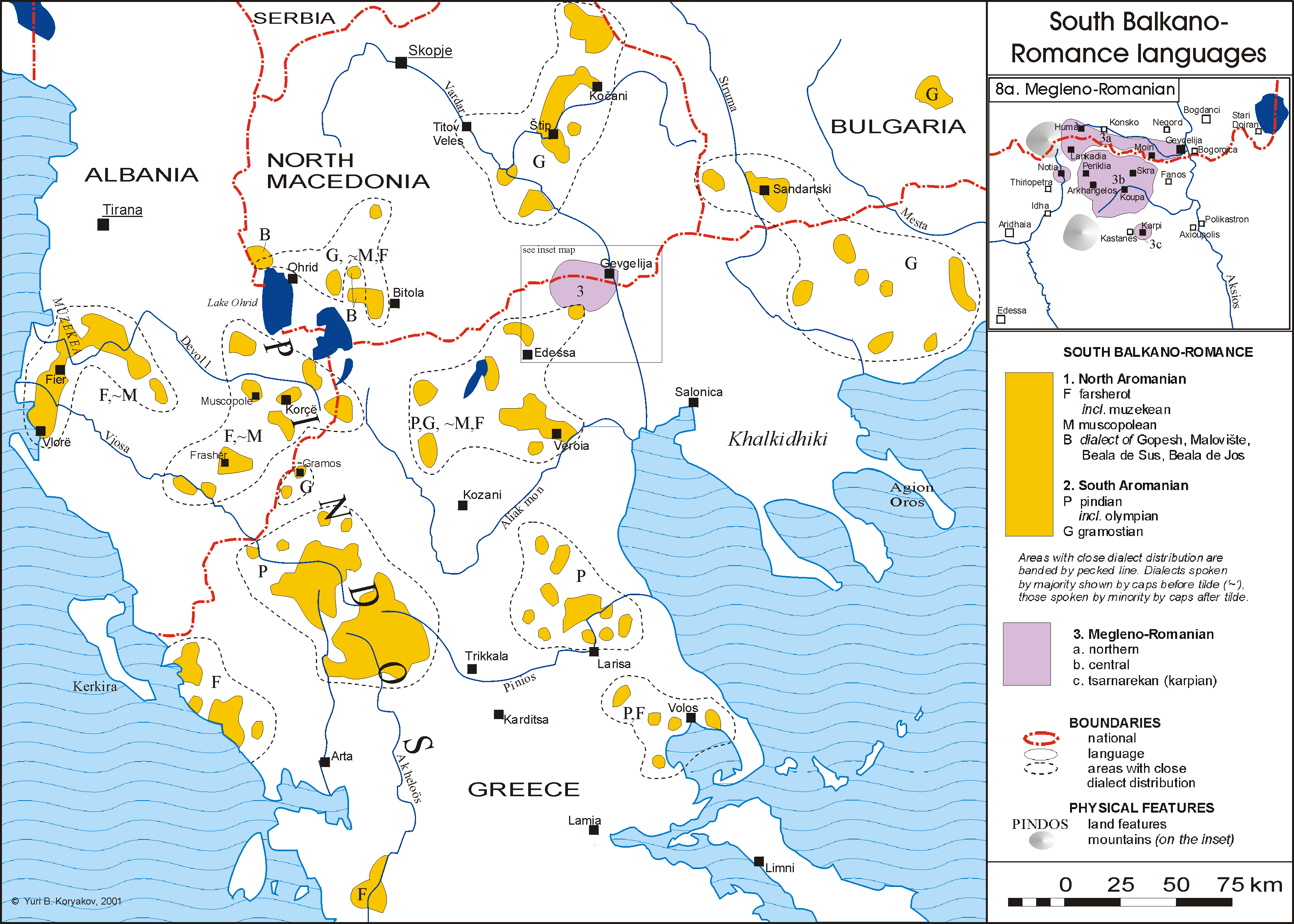
Suddivisione della popolazione arumena nei Balcani meridionali

L'arumeno usa le seguenti lettere dell'alfabeto latino:
a, ã, b, c, d, dh, dz, e, f, g, h, i, j, k, l, lj, m, n, nj, o, p, q, r, s, sh, t, th, ts, u, v, w, x, y, z.
La lingua arumena è vicina nel lessico ad alcuni dialetti e lingue dell'Italia del sud (salentino, reggitano, siciliano e in parte napoletano e potentino) e a quella rumena in grammatica e morfologia e si differenzia principalmente nel lessico. Infatti nell'arumeno vi sono molte parole derivanti dal greco e dall'albanese, e da alcune lingue dell'Italia meridionale a differenza del rumeno, nel quale è invece considerevole l'influenza delle lingue slave.
Nell'arumeno esiste l'infinito latino (lat. fugire > fudziri, fudzeari; lat. ducere > dutseari; lat. habere > aveari), ed è usato il verbo "volere" nel futuro, ad esempio: va s-cântu (canterò) oppure va s-cântămu (canteremo), dove va significa vorrò, vorremo.
| Arumeno      | Rumeno (arcaico) | Italiano        |
| ------------ | ---------------- | --------------- |
| va s-cântu   | va să cânt       | io canterò      |
| va s-cântâ   | va să cânți      | tu canterai     |
| va s-cântâ   | va să cânte      | egli canterà    |
| va s-cântămu | va să cântăm     | noi canteremo   |
| va s-cantati | va să cântați    | voi canterete   |
| va s-cântâ   | va să cânte      | essi canteranno |

Un esempio delle differenze in una frase tra, rispettivamente, arumeno, rumeno ed italiano:
S-avea avdzâtâ mari vrondu nafoarâ, eara furtunâ analtu tu muntsâ.
Se auzise zgomot mare afară, era furtună sus la munte.
Si udì un grande rumore fuori, era la tempesta su in montagna.

## Storia

### Origini
In epoca tardo-imperiale (a partire dal III secolo) e fino all'invasione slava (seconda metà del VI secolo), il confine linguistico fra il mondo di espressione greca e quello di espressione latina passava, nei Balcani orientali, a sud del Danubio, lungo la cosiddetta linea Jireček. Tale linea va dalla costa centrale albanese a quella centrale bulgara passando per i monti Rodopi e coincide approssimativamente con la Via Egnatia, che univa Durazzo a Costantinopoli e che era presidiata da coloni e da guarnigioni dislocate nei centri fortificati (castra) romani.
La lingua arumena si è pertanto evoluta dalle colonie romane situate nei Balcani e dalle popolazioni romanizzate dell'Illiria, Pannonia, Moesia e Tracia.

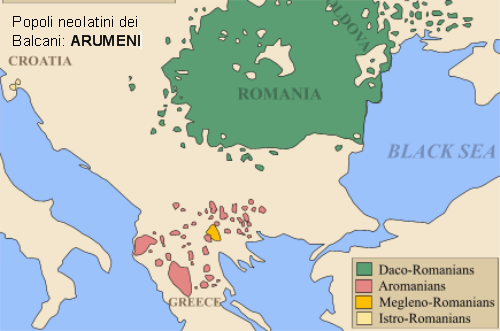
Mappa dei Balcani abitati dai Rumeni (verde) ed Arumeni (Macedorumeni: rosa; Meglenorumeni: arancione; Istrorumeni: giallo)

### Età medievale e moderna
Successivamente alle invasioni prima germaniche, poi slave, ed alla distruzione conseguente dei Balcani romanizzati, molte popolazioni latine si rifugiarono sulle montagne dei Balcani (come la catena del Pindo in Grecia) e vi praticarono forme di sussistenza elementari come la pastorizia.
Questi pastori, che si chiamano tra di loro "aruman" o "armani", hanno mantenuto la propria lingua neolatina nei secoli ed hanno originato migrazioni nel centro nord dei Balcani.
Coll'invasione ottomana dei Balcani molti arumeni (spesso detti anche semplicemente valacchi) si sono spostati, dopo il XVI secolo, in Slovacchia, dove sono stati completamente assimilati nel XVIII secolo, in Ungheria ed in Austria (dove il flusso migratorio è rientrato o è stato assimilato entro l'inizio del XX secolo) ed in Ucraina, dove ve ne sono tuttora oltre duecentomila nella regione moldava della Transnistria tra i fiumi Nistro e Dnieper. Va notato anche che per la maggior parte gli arumeni emigrati lungo il Danubio (Ungheria, Slovacchia, Austria) si dedicavano principalmente al commercio ed alcuni avevano raggiunto un notevole benessere economico.
Gruppi di arumeni si stanziarono anche, in epoca ottomana, in Grecia, Piccola Valacchia, Grande Valacchia. Nella stessa epoca (XVIII secolo) è accertata la presenza di gruppi organizzati di arumeni anche in Albania, intorno al capoluogo di Moscopoli.

### Età contemporanea
Nel 1918 alcuni politici e militari arumeni fondarono in Albania per poche settimane la Repubblica di Coriza con l'appoggio della Francia.
Gli italiani, occupata la Grecia nel 1941, crearono la Legione Romana dei Valacchi, un'organizzazione collaborazionista composta da alcuni Valacchi con a capo il fascista arumeno Alcibiade Diamandi. Questa organizzazione durò fino al 1943; era attiva in Tessaglia, Epiro e parte della Macedonia greca.

## Attuale uso
Il Libro Rosso Unesco delle lingue in pericolo riporta ufficialmente delle cifre approssimative che sono: 50 000 persone in Grecia, 10 000 in Albania, 50 000 in Macedonia, 40 000 in Bulgaria, afferma anche che la situazione non è molto chiara in quanto gli arumeni parlano anche altre lingue per cui non è possibile identificare le comunità parlanti e, quindi, avere una cifra precisa.
Le stime sull'uso dell'arumeno, quindi, possono variare secondo le fonti. Di seguito si riportano le cifre secondo la stima ufficiale dei vari Stati dove vi sono comunità arumene e, fra parentesi, quelle secondo le organizzazioni arumene:
Grecia 55 000 (110 000); Albania 50 000 (100 000); Serbia 52 000 (90 000); Macedonia 8000 (15 000); Bulgaria 2000 (5000).
Inoltre vi sono circa 30 000 o 40 000 arumeni stanziati in Romania (principalmente in Dobrugia, alle foci del Danubio) a partire dalla fine della prima guerra mondiale. Questi sono stati in gran parte gradualmente assimilati, sotto il profilo linguistico, dalla popolazione autoctona grazie anche e soprattutto alla stretta parentela esistente fra l'arumeno e il rumeno.
La lingua arumena è considerata dall'Unione europea e dall'UNESCO a rischio estinzione. Nell'ultimo secolo si è dimezzata la popolazione che lo parla in Grecia, Albania e Macedonia del Nord.

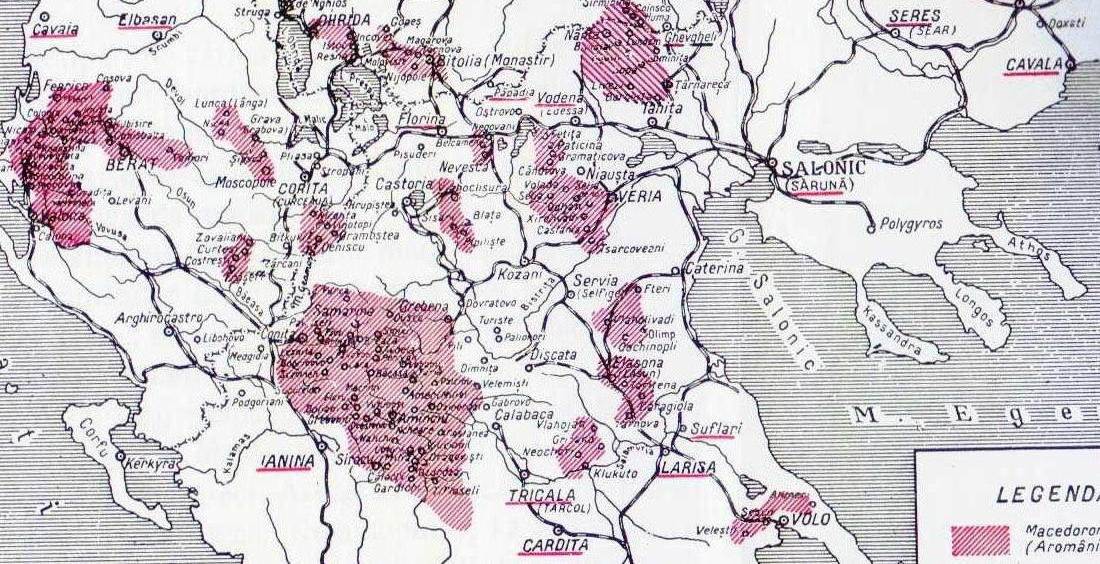
Mappa delle aree popolate da Arumeni (Valacchi) a metà Novecento in Grecia, Albania e Macedonia

## Lingue collegate
La lingua arumena è collegata alle altre tre lingue del gruppo rumeno e cioè il daco-rumeno (rumeno), il meglenorumeno (circa 12 000 parlanti nel confine tra Grecia e Macedonia) e l'istrorumeno (con circa 1000 parlanti in Istria).
L'arumeno parlato in Serbia dai valacchi del fiume Timok viene considerato un dialetto arumeno. Questi popoli neolatini della Serbia orientale parlano tuttora una lingua considerata dal linguista Matteo Bartoli un ponte linguistico tra l'arumeno/romeno ed il morlacco medievale della Bosnia ed Erzegovina.